# Yeguada Centurión
La Yeguada Centurión es una yeguada española localizada en Lastras del Pozo (Segovia) que se dedica a la cría de caballos de pura raza española y también de pura sangre inglés de carreras desde 2018.

## Historia
La Yeguada Centurión fue creada en el año 1995 por Leopoldo Fernández Pujals, empresario hispano-estadounidense de origen cubano, fundador de Telepizza e importante accionista de Jazztel. 

## Fincas
La yeguada Centurión dispone de tres fincas: la Finca Monasterio De San Pedro de las Dueñas en Lastras del Pozo y la Finca Santa Ana en El Espinar, ambas en Segovia y dedicadas a la cría de caballos de pura raza española. En 2021 adquirió, en Francia, lo que hoy es el Haras de Centurion, antiguo Haras de Nonant-Le-Pin, situado en La Chauvière y dedicado exclusivamente a la cría de caballos pura sangre inglés de carreras.

### Haras de Centurion
En 2018, Leopoldo Fernández Pujals compró sus primeras yeguas de cría pura sangre inglés, en las subastas de Arqana,  Goffs Irlanda y Keeneland, siendo el mayor comprador del segundo día de esta famosa subasta americana.. En 2020 nacería su segunda potrada, entre la que se encontrarían tres ganadores de Grupo 1, la clásica Blue Rose Cen, Big Rock, y el vallero Jigme (Motivator). En 2021 compraría el Haras de Nonant-le-Pin para criar sus caballos de carreras en su propia finca. Hasta entonces criaba sus caballos como cliente en el Haras de l'Hotellerie en Les Champeaux (Francia). De la potrada nacida en 2021, destaca Hard To Justify, ganadora del Grupo 1 Breeders' Cup Juvenile Fillies Turf, disputado en Santa Anita Park y parte de las Breeders' Cup, meeting otoñal americano por excelencia; Centurión también crio a Ramatuelle (Justify), ganadora en 2023 del Prix Robert Papin, Grupo 2 que se corrió en el Hipódromo de Chantilly y segunda del Prix Morny, Grupo 1 disputado en Deauville.

## Cuadra de carreras
En 2018, Fernández Pujals compró 2 yearlings, potros de 1 año de edad listos para ser domados y empezar a competir al año siguiente. Asimismo compró 5 foals, potros nacidos en el mismo año, que comenzarían a correr en 2020 y entre los que se se encontraba Sibila Spain (Frankel), ganadora de Grupo 2 y Listed, y que una vez retirada a la cría y preñada de Dubawi, vendería en diciembre de 2023 en la subasta de Arqana por 2,000,000 €. En 2020 empezaron a competir los primeros caballos criados por la yeguada. En esa primera potrada, se encontraría Missyouni (Siyouni), que en 2022 sería tercera del Prix La Sorellina (Listed Race). La potrada nacida en 2020 es, hasta el momento, la más exitosa, contando con 2 ganadores de Grupo 1, Blue Rose Cen (Churchill) y Big Rock (Rock Of Gibraltar), además de Wise Girl (Recoletos), cuarta del Prix de Diane 2023.

### Principales victorias como propietario
Reino Unido
- Queen Elizabeth II Stakes (Grupo 1) – Big Rock (2023) [9] *

 Francia
- Prix de Diane (Grupo 1) – Blue Rose Cen (2023) [10] *
- Poule d'Essai des Pouliches (Grupo 1) – Blue Rose Cen (2023) [11] *
- Prix Marcel Boussac (Grupo 1) – Blue Rose Cen (2022) [12] *
- Prix de l'Opera (Grupo 1) – Blue Rose Cen (2023) [13] *
- Prix du Muguet (Grupo 2) – Sibila Spain (2022)
- Prix de Guiche (Grupo 3) – Big Rock (2023) *
- Prix de la Grotte (Grupo 3) – Blue Rose Cen (2023) *
- Prix La Force (Grupo 3) – Big Rock (2023) *
- Prix d'Aumale (Grupo 3) – Blue Rose Cen (2022) *
- Prix Maurice Caillault (Listed) – Big Rock (2023) *
- Prix Imprudence (Listed) – Reina Madre (2021)
- Prix de Liancourt (Listed) – Sibila Spain (2021)

 España
- Premio Carlos Sobrino - Critérium de Potrancas – Reina Madre (2020)
- Premio Veil Picard – Lady Razalma (2022) *

### Principales victorias como criador
Estados Unidos
- Breeders' Cup Juvenile Fillies Turf (Grupo 1) – Hard To Justify (2023)
- Miss Grillo Stakes (Grupo 2) – Hard To Justify (2023)

 Francia
- Prix de la Forêt (Grupo 1) – Ramatuelle (2024)
- Prix Cambaceres - Grand Course de Haies des 3 Ans (Grupo 1) – Jigme (2023)
- Prix Robert Papin (Grupo 2) – Ramatuelle (2023)
- Prix Georges de Talhouet-Roy (Grupo 2) – Jigme (2023)
- Prix du Bois (Grupo 3) – Ramatuelle (2023)
- Prix Aguado (Grupo 3) – Jigme (2023)